# Savijača
Savijača ili štrudla (njem. Strudel) je kolač od vučenog ili lisnatog tijesta s nadjevima od svježeg voća, konzerviranog voća, povrća (npr. krumpira, blitve, špinata), sira i vrhnja. Kao nadjev koriste se još grožđice,  orasi i mak. Savijače se pripremaju kao slatko ili slano jelo. Pripremljeno vučeno tijesto se razvuče, doda malo masnoće i zaslađeni ili posoljeni nadjev. Savijača se savije, ispeče, a ispečena slatka savijača može se posuti šećerom u prahu. 
Poznate su savijače od jabuka, višanja, sira (slana ili slatka), šljiva, buče (bučnica), te slane savijače od špinata, od krumpira .

## Vanjske poveznice

### Ostali projekti
|  | Zajednički poslužitelj ima još gradiva o temi Savijača |